# أنشوفة عريضة الخيوط
أنشوفة عريضة الخيوط (الاسم العلمي: Anchoa hepsetus) (بالإنجليزية: Broad-striped anchovy)‏ هي نوع من الأسماك تتبع جنس الأنشوفة من الفصيلة البلمية.